# Urmas Viilma
Urmas Viilma (nascido em 13 de agosto de 1973) é um teólogo e clérigo estoniano, atual arcebispo de Tallinn e primaz da Igreja Evangélica Luterana da Estônia (EELK).

## Biografia
Urmas Viilma se formou na Escola Secundária de Saue em 1991 e depois começou a estudar na Faculdade de Teologia do Instituto de Teologia (EELK UI), onde se formou em 1998. Foi ordenado diácono em 2 de maio de 1993 e sacerdote em 15 de setembro de 1998.
Iniciou seu ministério aos 19 anos como assistente na paróquia de Keila, tornando-se o clérigo mais jovem da Estônia. Seis meses depois, foi-lhe confiado o cuidado da paróquia de Pärnu-Jakob, onde serviu por um total de 11 anos – primeiro como diácono (1993-1998), depois como padre paroquial (1998-2004). Além de seu trabalho paroquial, atuou como vice-reitor interino da reitoria de Pärnu de 1999 a 2003 e como vice-reitor de 2003 a 2005, e foi presidente da Associação da Escola Dominical EELK de 1997 a 1999. Entre 2005-2008, foi padre vigário do decanato de Lääne-Harju e de 2008 a 2010, padre vigário da Igreja Evangélica Luterana da Estônia.
De 2004 a 2008, trabalhou como diretor da OÜ Kiriku Varahaldus (Administração de Propriedades da Igreja) e, de 2008 a 2014, como presidente do conselho. Em 2010, Viilma se tornou professor na Congregação da Catedral de Tallinn, onde atuou até assumir o cargo de arcebispo. Membro do Consistório da EELK desde 2005; desde então até 2008, assessor de trabalho com crianças e jovens; de 2008 a 2015, chanceler do consistório. Também é membro do Conselho da Igreja desde 1997. De 2013 a 2018, foi membro do Comitê Central do Conselho Mundial de Igrejas.
Enquanto professor, de 1991 a 2011, lecionou educação religiosa nos Ginásios Pärnu-Jaagup e Saue. Restabeleceu a Escola da Catedral de Tallinn em 2011, juntamente com a Congregação Episcopal da Catedral de Tallinn e o Consistório EELK.
Politicamente, foi membro do Conselho Municipal Rural de Halinga de 1996 a 2003, Presidente de 1999 a 2002, Vice-Presidente do Conselho Municipal de Saue de 2005 a 2013. Tornou-se membro do partido Isamaaliit em 2001 e continuou como membro do Isamaa e do Res Publica, que foram formados por meio da fusão, até 2013. Fez parte de uma loja maçônica, mas renunciou em 2011, enquanto em 2013 a Comissão de Doutrina da igreja proibiu a ordenação de pastores maçônicos.
Urmas é casado com Egle Viilma e têm uma filha. Egle é administradora da escola da Catedral.

## Episcopado
Com a aposentadoria do Arcebispo Andres Põder em novembro de 2014,Viilma foi um dos quatro candidatos apresentados pelas 12 reitorias aos 57 membros do Conselho da Igreja como novo arcebispo estoniano. Ele era visto como um conservador e como favorito.
Em 26 de novembro de 2014, o Conselho da Igreja elegeu Urmas Viilma como Arcebispo. Foi consagrado bispo e empossado como Arcebispo da EELK em 2 de fevereiro de 2015 na Catedral de Tallinn. Os bispos ordenadores foram o Bispo Einar Soone, então arcebispo interino, o Bispo Andres Taul, da Estônia no Exterior, e o Arcebispo Emérito Andres Põder. A imposição de mãos foi assistida pelo Presidente da Federação Luterana Mundial, Bispo da Igreja Luterana da Jordânia e da Terra Santa, Dr. Munib A. Younan, o representante anglicano da Comunhão de Porvoo, Arcebispo da Província de Dublin, Dr. Michael Jackson, o representante luterano da Comunhão de Porvoo, Bispo Steen Skovsgaard de Lolland-Falster, na Dinamarca, e o Secretário Geral da Comunidade de Igrejas Protestantes na Europa, Bispo da Igreja Evangélica da Áustria, Dr. Michael Bünker.
Viilma representa a direção conservadora da igreja estoniana. Ele desaprova, entre outras coisas, relacionamentos homossexuais e a decisão de prosseguir com o casamento igualitário na Finlândia. Com seu governo, a Igreja Evangélica Luterana Estoniana experimentou maior atuação social e politicamente, ainda que o número de membros continue em declínio. As boas conexões políticas de Viilma garantiram que muitas decisões favoráveis à igreja fossem tomadas, tendo como principal aliado o ex-primeiro-ministro e atual presidente do Riigikogu, Jüri Ratas.

Em uma entrevista, questionando sobre a homossexualidade e os refugiados muçulmanos na Europa, o arcebispo comentou:
[...] defender os valores bíblicos e cristãos tradicionais nunca é apenas uma questão de liberdade de expressão ou religião, mas sim nossa tarefa e obrigação como cristãos, e especialmente como clérigos. Se, em algum momento, tais pensamentos ou declarações começarem a ser considerados discurso de ódio, enquanto ridicularizar visões religiosas e atacar valores cristãos for considerado o maior ethos de um Estado secular moderno, retornamos a uma era em que a comunidade cristã do Ocidente em breve terá que carregar a coroa do martírio.
Em 2017, foi eleito membro do Conselho da Federação Luterana Mundial e vice-presidente da Região da Europa Oriental e Central, posições que ocupou até 2023. Ele representa a Igreja Evangélica Luterana da Estônia no Conselho de Igrejas da Estônia (Eesti Kirikute Nõukogu) desde 2015, do qual foi eleito presidente em fevereiro de 2022.
Defendeu seu mestrado em Pedagogia Religiosa em 2018, sobre a Escola da Catedral de Tallinn.

## Honrarias
- 2007: Cruz de Mérito, 3ª Classe da EELK[12]
- 2013: Clérigo do Ano 2012, pela Conferência do Clero da EELK[13]
- 2015: Cruz de Mérito, 1ª Classe da EELK[12]
- 2015: Cruz de Ouro da EELK[12]
- 2015: Ordem de Mérito da Cidade de Saue (Saue linna teenetemärk)[14]
- 2021: Ordem de Mérito de Tallinn (Tallinna teenetemärk)[15]
- 2023: Cruz de Buxhoeveden (Buxhoevedni Rist)[16]